# Resolutie 2296 Veiligheidsraad Verenigde Naties
Resolutie 2296 van de Veiligheidsraad van de Verenigde Naties werd unaniem aangenomen door de VN-Veiligheidsraad op 29 juni 2016, en verlengde de UNAMID-vredesmacht in Darfur met een jaar.
De Russische vertegenwoordiger zei dat de resolutie gebalanceerd was na intensieve consultaties. Gezien de verbeterde situatie in Darfur werd het tijd om de terugtrekking van de vredesmacht te bespreken.
De "verdere verfijning" van de vredesmacht was gekoppeld aan benchmarks met betrekking tot een omvangrijk vredesproces, veiligheid van de bevolking en hulpverleners en noodhulpverlening aan de bevolking. De Britse vertegenwoordiger stelde dat vooruitgang op die terreinen uiteindelijk zou toelaten dat UNAMID werd teruggetrokken.
De vertegenwoordiger van Soedan zei dat er na de militaire operaties geen rebellen of gewapende groepen meer in de regio waren, en stelde dat UNAMID niet langer nodig was. De resolutie stond vol tegenstellingen en kwam niet overeen met de werkelijkheid op het terrein. 800.000 vluchtelingen waren teruggekeerd, de humanitaire toestand was verbeterd en studenten konden voor het eerst in dertien jaar weer naar school. Het land had erom gevraagd dat de terugtrekking al in 2014 zou beginnen, maar sommige lidstaten hielden dit tegen.

## Achtergrond
Al in de jaren 1950 was het zwarte zuiden van Soedan in opstand gekomen tegen het overheersende Arabische noorden. De vondst van aardolie in het zuiden maakte het conflict er enkel maar moeilijker op. In 2002 kwam er een staakt-het-vuren en werden afspraken gemaakt over de verdeling van de olie-inkomsten. Verschillende rebellengroepen waren hiermee niet tevreden, en in 2003 ontstond het conflict in Darfur tussen deze rebellen en de door de regering gesteunde janjaweed-milities. Die laatsten gingen over tot etnische zuiveringen, en in de jaren daarna werden in Darfur grove mensenrechtenschendingen gepleegd waardoor miljoenen mensen op de vlucht sloegen.

## Inhoud
Het bleef onveilig in Darfur door aanvallen van rebellen en leger in Jebel Marra, gevechten tussen stammen en misdaad. Behalve in Jebel Marra werd er weinig gevochten tussen het leger en rebellen. In Jebel Marra werd gevochten met het Soedanees Bevrijdingsleger Abdul Wahid (SLA/AW), en vochten stammen om land, natuurlijke rijkdommen en onderlinge twisten. Er waren sinds 2015 naar schatting 374.000 interne verdrevenen bij gekomen, tot 2,6 miljoen in totaal, en 3,3 miljoen mensen waren afhankelijk van noodhulp. Doch hadden zowel hulporganisaties als de vredesmacht van de VN met de Afrikaanse Unie te maken met onder meer bureaucratische obstakels, waardoor de hulpverlening haperde.
Op 21 maart 2016 had de Soedanese overheid een stappenplan opgesteld door het Uitvoeringspanel op Hoog Niveau van de Afrikaanse Unie (AU High-Level Implementation Panel; AU-HIP) ondertekend. Dit akkoord moest leiden tot een einde aan het geweld en een nationale dialoog. Men drong bij de rebellengroepen aan om het akkoord onverwijld ook te ondertekenen.
De uitvoering van het Doha-document voor Vrede in Darfur bleef vertraging oplopen en een overeenkomst met de partijen die dit document niet hadden getekend bleef vooralsnog uit. In april 2016 was een volksraadpleging gehouden waarbij was besloten de bestaande opdeling van Darfur in vijf federale staten te behouden. Oppositiegroepen meenden meer autonomie te kunnen krijgen als eenheid. 98% van de bevolking stemde er echter tegen. De oppositiegroepen boycotten echter het referendum en beschuldigden de overheid van fraude. Ook internationaal waren er twijfels over wie stemgerechtigd was en over het moment van de raadpleging.
Het mandaat van de UNAMID-vredesmacht werd verlengd tot 30 juni 2017. De sterkte bleef ongewijzigd, met maximaal 15.845 militairen en 3403 agenten. De prioriteiten bleven het beschermen van de bevolking en hulpverleners, het mogelijk maken van noodhulpverlening en de bemiddeling tussen de Soedanese overheid en rebellengroepen.
Lijst ·  2260 ·  2261 ·  2262 ·  2263 ·  2264 ·  2265 ·  2266 ·  2267 ·  2268 ·  2269 ·  2270 ·  2271 ·  2272 ·  2273 ·  2274 ·  2275 ·  2276 ·  2277 ·  2278 ·  2279 ·  2280 ·  2281 ·  2282 ·  2283 ·  2284 ·  2285 ·  2286 ·  2287 ·  2288 ·  2289 ·  2290 ·  2291 ·  2292 ·  2293 ·  2294 ·  2295 ·  2296 ·  2297 ·  2298 ·  2299 ·  2300 ·  2301 ·  2302 ·  2303 ·  2304 ·  2305 ·  2306 ·  2307 ·  2308 ·  2309 ·  2310 ·  2311 ·  2312 ·  2313 ·  2314 ·  2315 ·  2316 ·  2317 ·  2318 ·  2319 ·  2320 ·  2321 ·  2322 ·  2323 ·  2324 ·  2325 ·  2326 ·  2327 ·  2328 ·  2329 ·  2330 ·  2331 ·  2332 ·  2333 ·  2334 ·  2335 ·  2336